# Protesta homosexual en la Plaza de Armas de Santiago
La protesta homosexual en la Plaza de Armas de Santiago, ocurrida el 22 de abril de 1973, fue la primera manifestación LGBT en Chile, así como una de las primeras en América Latina.

## Desarrollo
La manifestación había sido organizada por un grupo de homosexuales, principalmente travestis y personas que ejercían la prostitución en los sectores aledaños a la Plaza de Armas de Santiago —así como también en la calle Huérfanos y la Alameda—; gran parte de ellos era de estratos bajos o populares y denunciaban constantes acosos de carabineros, redadas y detenciones por «ofensas a la moral y las buenas costumbres», que incluían golpizas y cortes totales de cabello. La reunión se desarrolló aproximadamente entre las 19:00 y 20:00 del domingo 22 de abril de 1973 en el sector oriente de la Plaza de Armas, frente a la calle Phillips.
Parte de los asistentes era conocido por sus seudónimos, encontrándose entre ellos «La Gitana» (señalada por diversas fuentes como una de las organizadoras y hablantes principales de la protesta), «La Viviana», «La Rossana», «La Raquel» (seudónimo de Luis Troncoso Lobos), «La Escalera al Cielo», «Katty Fontey» «La Larguero», «La Eva», «La Romané», «La José Caballo», «La Confort», «La Natacha» y «La Vanesa». También existieron participantes que poseían seudónimos similares al de algunas personalidades, como por ejemplo «La Fresia Soto» y «La Peggy Cordero». Parte del grupo poseía una vestimenta característica, conformada por suéteres a rayas y pantalones de campana.
Los manifestantes realizaron bailes y gritaron consignas en el sector del quiosco de música y la estatua ecuestre de Pedro de Valdivia; en dicha escultura algunas personas subieron a su base para realizar la protesta. Según la prensa de la época, entre las peticiones —además de poner fin a los abusos policiales y el rechazo de la sociedad— se encontraba legalizar el matrimonio entre personas del mismo sexo, si bien esto es desmentido por «La Raquel», una de las presentes en la protesta. En un primer momento Carabineros no intervino para disolver la manifestación, sin embargo alrededor de las 20:00 el grupo ya se había dispersado debido a la presencia policial, que incluyó un furgón que se encontraba en la calle Estado.
El número de asistentes varía según las fuentes: el diario Clarín y la revista Paloma hablaban de 50 personas, Puro Chile menciona entre 30 y 50, mientras que el diario La Prensa de Santiago y la revista Vea hablaron de que «alrededor de un centenar llegó a la cita puntualmente, aunque solo una veintena enfrentó a los reporteros y a las cámaras». También esta última publicación informaba de la presencia de homosexuales que no se encontraban manifestándose pero sí asistieron al evento de manera encubierta por temor a ser fotografiados o que se revelara su identidad.

## Reacciones
Algunos medios de comunicación de la época —como por ejemplo los diarios Clarín, Puro Chile, La Tercera, La Prensa de Santiago y Las Últimas Noticias, y las revistas Vea y Paloma— informaron sobre la manifestación a través de sus crónicas, algunas de ellas utilizando palabras de grueso calibre para referirse de manera despectiva a los participantes:

Las yeguas sueltas, locas perdidas, ansiosas de publicidad, lanzadas de frentón, se reunieron para exigir que las autoridades les den cancha, tiro y lado para sus desviaciones. Pese a que la reunión había sido bastante publicitada, la policía no se hizo presente. Entre otras cosas, los homosexuales quieren que se legisle para que puedan casarse y hacer las mil y una sin persecución policial. La que se armaría. Con razón un viejo propuso rociarlos con parafina y tirarles un fósforo encendido.
Clarín, 24 de abril de 1973.

El diario Clarín tituló en su portada «Colipatos piden chicha y chancho», haciendo alusión a las demandas de mayor libertad, mientras que en su contraportada tituló la nota sobre la protesta con el texto «Ostentación de sus desviaciones sexuales hicieron los maracos en la Plaza de Armas». El periódico Puro Chile tituló en su nota «‘Colas’ del Barrio Alto harán mitin en "Lo Castillo"», haciendo referencia a la protesta planificada para los siguientes días y que no se realizó. Las Últimas Noticias publicó en su portada una fotografía junto al titular «Mitin de "raros" en Plaza de Armas», La Prensa de Santiago encabezó su crónica con el titular «Sin incidentes se concentraron y desfilaron los hombres "raros"», y el diario La Tercera publicó una breve nota en su interior con el titular de «Homosexuales quieren casarse».
La revista femenina Paloma, de la Editora Nacional Quimantú, informaba que «hicieron ostentación de su anormalidad, provocando el rechazo y disgusto del público», siendo «una copia criolla de otras cofradías de sodomitas ingleses». Por otra parte, la revista Vea tituló en su portada «Rebelión homosexual. Los "raros" quieren casarse», mientras que la nota principal en el interior de la edición titulaba «La rebelión de los "raros"».
Tanto los diarios Clarín y Puro Chile como la revista Paloma eran abiertamente de izquierda y adherentes al gobierno de Salvador Allende, lo cual demuestra la homofobia existente de manera transversal en ese entonces en el país. Asimismo, la revista Vea poseía un marcado tono sensacionalista que se vio reflejado también en la cobertura de otros aspectos de la sociedad LGBT, como por ejemplo la cirugía de reasignación de sexo de Marcia Torres.
El intendente de la provincia de Santiago, Julio Stuardo, dijo que haría uso «de la fuerza pública y de todos los resortes que me da el mandato constitucional que tengo» con tal de impedir una nueva manifestación programada esta vez en el sector de la Plaza Lo Castillo (intersección de las avenidas Vitacura y Candelaria Goyenechea) en el Barrio Alto de la capital, la cual finalmente no se llevó a cabo.
Como represalia por la protesta, el 25 de abril miembros de la Policía de Investigaciones realizaron redadas en distintos sectores de Santiago para detener a aproximadamente 30 homosexuales que habrían participado de la manifestación.

## Conmemoraciones
El evento ha sido recordado en diversas ocasiones: una de ellas fue en 2014, cuando el Movimiento por la Diversidad Sexual (MUMS) organizó un evento artístico en el Barrio Bellavista. El libro Bandera hueca: historia del movimiento homosexual de Chile, del periodista y activista LGBT Víctor Hugo Robles, fue publicado en 2008 como homenaje a la protesta en la Plaza de Armas.
En 2015 el Colectivo Universitario de Disidencia Sexual (CUDS) realizó la video-intervención denominada Los maracos del 73, la cual emulaba la protesta en la Plaza de Armas utilizando los mismos espacios donde esta se desarrolló, como por ejemplo la estatua ecuestre de Pedro de Valdivia. El 4 de octubre del mismo año la agrupación OTD Chile y el Colectivo Lemebel organizaron una conmemoración del evento en la Plaza de Armas de Santiago, la cual también contó con la participación de Traves Chile, la Fundación Transitar y la agrupación Mogaleth, y entre las asistentes se encontraba Katty Fontey, una de las participantes de la manifestación de 1973.

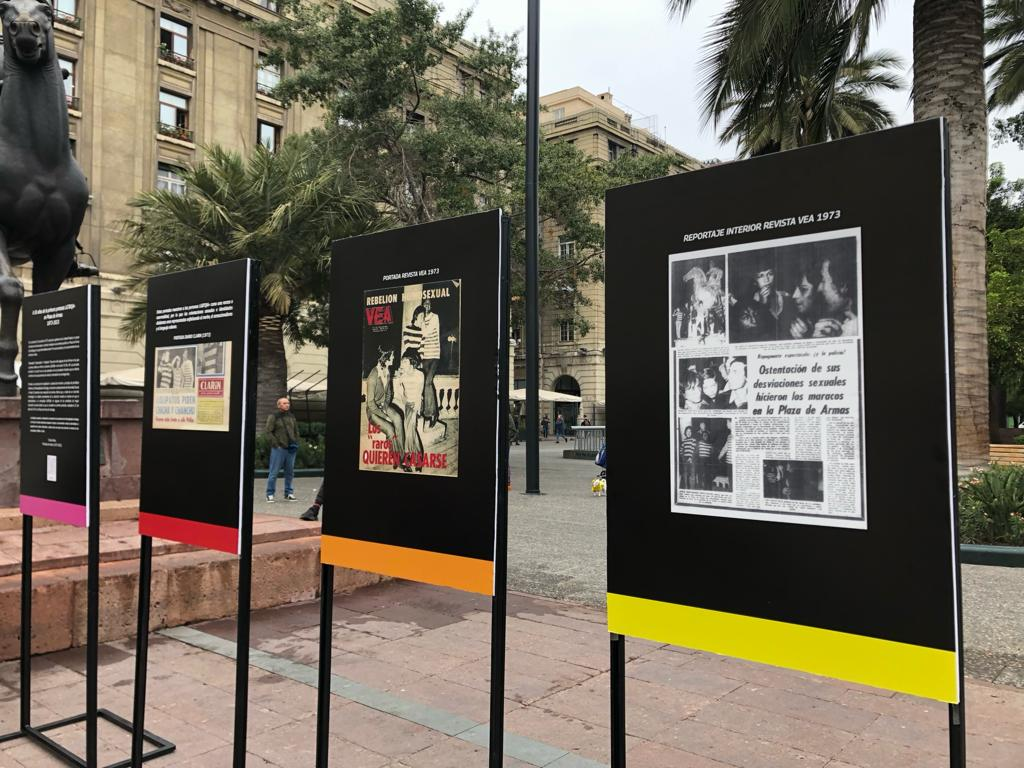
Exposición fotográfica conmemorativa del 50° aniversario de la protesta en la Plaza de Armas, organizada por el Departamento de Diversidad Sexual de Santiago.

El 21 de abril de 2023 el Departamento de Diversidad Sexual de la Municipalidad de Santiago, junto con Museo Di, realizó la inauguración de una exposición fotográfica con portadas de distintos periódicos de la época; se expusieron los titulares de los medios que se referían de forma despectiva y negativa hacia las diversidades sexuales y de género, manifestando el interés de la memoria visual y de los archivos para ir transformando el lenguaje y avanzar hacia una comunicación inclusiva.
El 22 de abril de 2023 se realizó en la Plaza de Armas de Santiago una marcha y una manifestación para conmemorar los 50 años de la protesta; el evento contó con la presencia de «La Medallita» (Jorge Droguett), una de las participantes del evento en 1973. Ese mismo día se estrenó en el Museo de la Memoria y los Derechos Humanos el documental Las locas del 73, realizado por Carolina Espinoza y Víctor Hugo Robles y en el que se recogen testimonios de algunas de las participantes en dicha manifestación, como por ejemplo «La Medallita», Marcela Dimonti y Brenda.
El 22 de junio de 2023 fue estrenada Yeguas sueltas, obra teatral dirigida por Ernesto Orellana y a cargo del colectivo Teatro Sur, y que está inspirada en la protesta homosexual en la Plaza de Armas en 1973.
En noviembre de 2024 fue inaugurada en el Museo Regional de Iquique la exposición «Este orgullo que tengo: arte popular y lucha LGBT en Chile por el poder interpretativo», realizada por Rolando Báez y que presenta figuras hechas en loza policromada de Talagante por Marta Contreras, en las que se representan hitos en la historia LGBT de Chile, entre ellos la protesta en la Plaza de Armas de Santiago de 1973.